# ريان ميرفي (لاعب هوكي الجليد)
ريان ميرفي (بالإنجليزية: Ryan Murphy)‏ هو لاعب هوكي الجليد أمريكي، ولد في 21 مارس 1979 في فان نويس في الولايات المتحدة.

## وصلات خارجية
- ريان ميرفي على موقع دوري الهوكي الوطني (الإنجليزية)
- ريان ميرفي على موقع EliteProspects.com (الإنجليزية)
- ريان ميرفي على موقع HockeyDB.com (الإنجليزية)